# Razer (hardwarefabrikant)

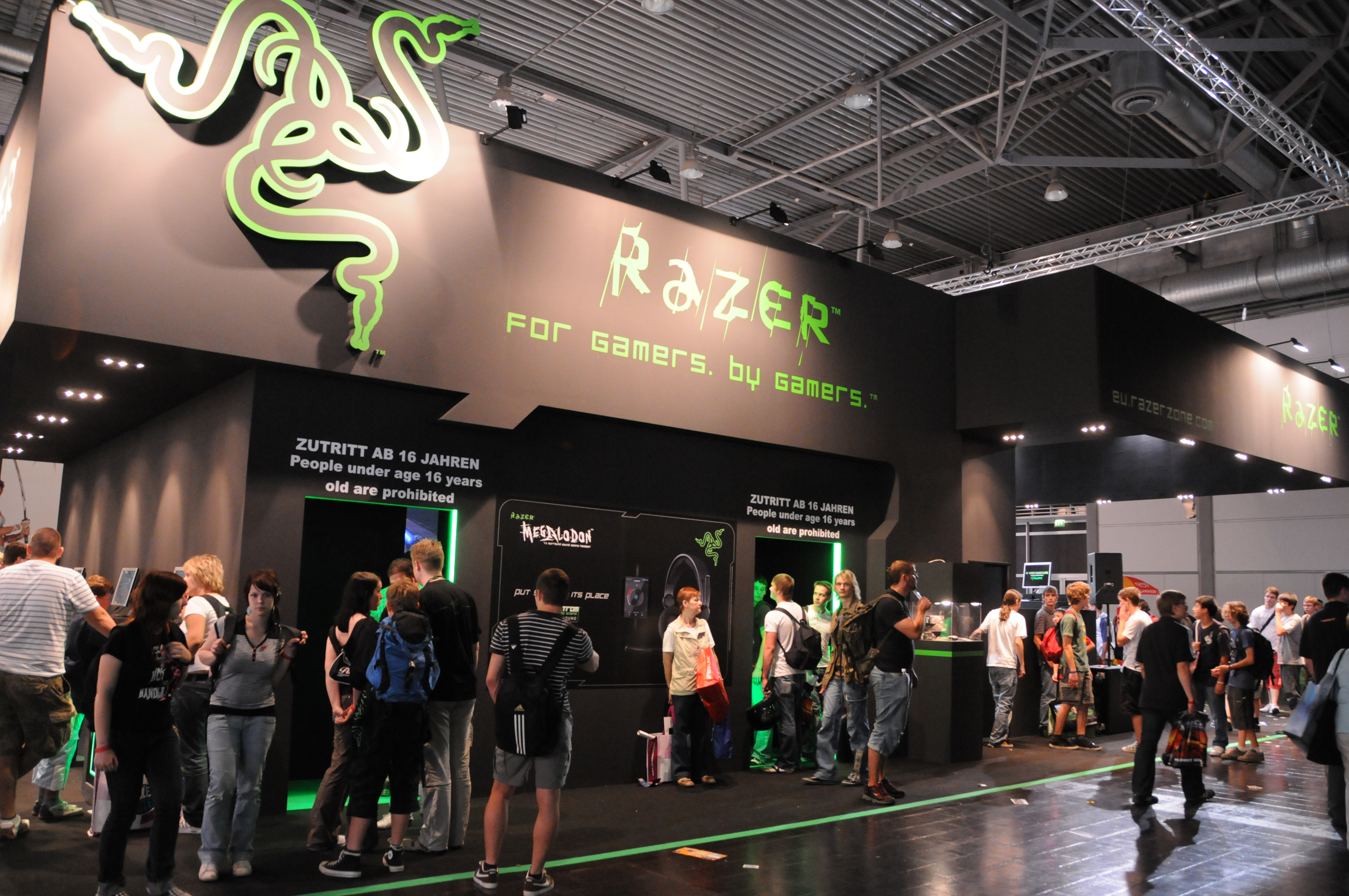
Razer op de Games Convention 2008

Razer is een fabrikant van invoerapparaten voor computers, gespecialiseerd in het maken van hardware die is geoptimaliseerd voor gamers.

## Geschiedenis
In 1998 startte een team ingenieurs en marketingspecialisten Razer om een niche te ontginnen voor geavanceerde computermuizen. Zij introduceerden de Boomslang-muis. Dit was een vroege 1000 dots per inch-muis. Dots per inch (dpi) is een maatstaf voor de gevoeligheid die de muis heeft bij het volgen van bewegingen, waarbij een dpi van 200 en 400 rond die tijd normaal was.
Razer sponsorde professionele gamers. Deze sponsoring ondersteunde de opkomende e-sports in hun groei. Johnathan Wendel was een van de eerste gamers die sponsoring ontvingen en is nog steeds actief als professioneel gamer.
Ofschoon Razer marktaandeel aan andere fabrikanten heeft verloren is het een belangrijke speler op de markt voor veeleisende gamers. Razer werkt samen met Microsoft bij de ontwikkeling van muizen, zoals de Microsoft Habu.

### Comeback
In 2004, toen de hoogst verkrijgbare resolutie voor optische muizen 800 dpi was, maakte Razer een comeback met een optische 1000 dpi-muis met de naam Viper. Een optische 1600 dpi-muis, de Diamondback, volgde. Hiermee zette het een formule neer van het benoemen van hun muizen naar giftige slangen en andere dieren. De Diamondback kreeg in 2004 de hardwareaccessoireprijs van het jaar van computerspellenwebsite GameSpot. Een update van de Diamondback, dat gevoeligere knoppen gebruikt en een blauwe gloed afgeeft, werd geïntroduceerd als de Diamond Plasma Limited Edition.
In 2009 kwam Razer met de Razer Mamba. Deze muis is draadloos en heeft een resolutie van 5600 dpi. In 2014 kwam de Razer Naga 2014 uit, met een resolutie van 8200 dpi.